# Everything to Me
Everything to Me är en sång med den amerikanska R&B-sångerskan Monica, inspelad för hennes sjätte studioalbum Still Standing. Låten skrevs av Jazmine Sullivan och producerades av Missy Elliott och Cainon Lamb samt samplar Deniece Williams sång, "Silly", från 1981. 
Inspelad under först oplanerad studiotid valdes sången ut som skivans ledande singel och släpptes den 26 januari 2010 i USA efter en kampanjförfrågan från sina fans via Twitter. Sången blev Monicas första solo-release på flera år, den klättrade till en 44:e plats på USA:s singellista Billboard Hot 100 samt en första plats på förgreningslistan Billboard R&B/Hip-Hop Songs vilket även gjorde singeln till Monicas första listetta på över sju år.
Singeln genererade generellt positiv kritik från media, som noterade den som skivans mest utstående. Den medföljande musikvideon regisserades av Benny Boom i Los Angeles och hade inspiration av thriller filmen "Obsessed". 

## Listor
| Lista (2010)                         | Topp position |
| ------------------------------------ | ------------- |
| Japan Hot 100                        | 85            |
| U.S. Billboard Hot 100               | 44            |
| U.S. Billboard Hot R&B/Hip-Hop Songs | 1             |

## Release-historik
| Region | Format           | Datum           |
| ------ | ---------------- | --------------- |
| USA    | Digital Download | 9 februari 2010 |
| Kanada | Digital Download | 9 februari 2010 |
| USA    | Airplay          | 23 mars 2010    |